# Saison 2020-2021 des Pistons de Détroit
La saison 2020-2021 des Pistons de Détroit est la 80e saison de la franchise (72e en NBA) et la 64e saison dans la ville de Détroit.
La franchise sélectionne Killian Hayes, meneur français, en 7e position lors de la draft 2021 de la NBA. Lors de l'intersaison, l'équipe enregistre des signatures sur le secteur intérieur avec Mason Plumlee et Jahlil Okafor, ainsi que l'arrivée de Jerami Grant.
La saison de l'équipe n'est pas satisfaisante et le management se sépare de ses cadres vétérans, avec un transfert de Derrick Rose vers les Knicks de New York et un buyout de Blake Griffin, lui permettant d'être agent libre, tout en dégraissant son contrat.
Le 30 avril 2021, les Pistons sont officiellement éliminés de la course aux playoffs et finissent avec le pire bilan de la conférence Est. Les satisfactions de la saison résident en les progressions de Grant et Saddiq Bey, joueur de la semaine au cours de la saison. En fin de saison, l'entraîneur Dwane Casey, est prolongé jusque 2024.

## Draft
| Tour | Choix | Joueur       | Poste | Nationalité | Provenance     |
| ---- | ----- | ------------ | ----- | ----------- | -------------- |
| 1    | 7     | Kilian Hayes | PG    | France      | Ratiopharm Ulm |

## Matchs

### Pré-saison
| Pré-saison Total: 2-2 (Domicile : 1-1; Extérieur : 1-1) |

| Match | Date match  | Équipe       | Score   | Meilleur marqueur     | Meilleur rebondeur  | Meilleur passeur  | Lieux                | Série |
| ----- | ----------- | ------------ | ------- | --------------------- | ------------------- | ----------------- | -------------------- | ----- |
| 1     | 11 décembre | New York     | D 84-90 | Bey, Mykhaïliouk (14) | Blake Griffin (7)   | Blake Griffin (5) | Little Caesars Arena | 0 - 1 |
| 2     | 13 décembre | New York     | V 99-91 | Sekou Doumbouya (23)  | Griffin, Okafor (6) | Derrick Rose (8)  | Little Caesars Arena | 1 - 1 |
| 3     | 17 décembre | @ Washington | V 97-86 | Josh Jackson (17)     | Jahlil Okafor (8)   | Derrick Rose (6)  | Capital One Arena    | 2 - 1 |
| 4     | 19 décembre | @ Washington | D 96-99 | Grant, Rose (14)      | Jerami Grant (9)    | Derrick Rose (5)  | Capital One Arena    | 2 - 2 |

### Saison régulière
| Saison régulière Total: 20-52 (Domicile : 13-23; Extérieur : 7-29) |

| Match | Date match  | Équipe       | Score           | Meilleur marqueur | Meilleur rebondeur  | Meilleur passeur  | Lieux                | Série |
| ----- | ----------- | ------------ | --------------- | ----------------- | ------------------- | ----------------- | -------------------- | ----- |
| 1     | 23 décembre | @ Minnesota  | D 101-111       | Josh Jackson (19) | Sekou Doumbouya (9) | Plumlee, Rose (6) | Target Center        | 0 - 1 |
| 2     | 26 décembre | Cleveland    | D 119-128 (2OT) | Jerami Grant (28) | Jerami Grant (10)   | Mason Plumlee (5) | Little Caesars Arena | 0 - 2 |
| 3     | 28 décembre | @ Atlanta    | D 120-128       | Jerami Grant (27) | Mason Plumlee (12)  | Killian Hayes (8) | State Farm Arena     | 0 - 3 |
| 4     | 29 décembre | Golden State | D 106-116       | Jerami Grant (27) | Mason Plumlee (10)  | Derrick Rose (7)  | Little Caesars Arena | 0 - 4 |

| Match                                                                                      | Date match  | Équipe         | Score          | Meilleur marqueur    | Meilleur rebondeur    | Meilleur passeur  | Lieux                      | Série  |
| ------------------------------------------------------------------------------------------ | ----------- | -------------- | -------------- | -------------------- | --------------------- | ----------------- | -------------------------- | ------ |
| 5                                                                                          | 1er janvier | Boston         | V 96-93        | Jerami Grant (24)    | Mason Plumlee (17)    | Killian Hayes (6) | Little Caesars Arena       | 1 - 4  |
| 6                                                                                          | 3 janvier   | Boston         | D 120-122      | Jerami Grant (22)    | Mason Plumlee (8)     | Derrick Rose (8)  | Little Caesars Arena       | 1 - 5  |
| 7                                                                                          | 4 janvier   | @ Milwaukee    | D 115-125      | Grant, Rose (24)     | Mason Plumlee (8)     | Derrick Rose (8)  | Fiserv Forum               | 1 - 6  |
| 8                                                                                          | 6 janvier   | @ Milwaukee    | D 115-130      | Jerami Grant (31)    | Bey, Grant (10)       | Blake Griffin (5) | Fiserv Forum               | 1 - 7  |
| 9                                                                                          | 8 janvier   | Phoenix        | V 110-105 (OT) | Jerami Grant (31)    | Blake Griffin (12)    | Delon Wright (6)  | Little Caesars Arena       | 2 - 7  |
| 10                                                                                         | 10 janvier  | Utah           | D 86-96        | Jerami Grant (28)    | Mason Plumlee (8)     | Blake Griffin (5) | Little Caesars Arena       | 2 - 8  |
| 11                                                                                         | 13 janvier  | Milwaukee      | D 101-110      | Jerami Grant (22)    | Mason Plumlee (13)    | Delon Wright (7)  | Little Caesars Arena       | 2 - 9  |
| -                                                                                          | 15 janvier  | Washington     | Reporté*       | Reporté*             | Reporté*              | Reporté*          | Little Caesars Arena       | -      |
| 12                                                                                         | 16 janvier  | @ Miami        | V 120-100      | Jerami Grant (24)    | Isaiah Stewart (11)   | Delon Wright (10) | American Airlines Arena    | 3 - 9  |
| 13                                                                                         | 18 janvier  | @ Miami        | D 107-113      | Jerami Grant (27)    | Mason Plumlee (7)     | Jerami Grant (6)  | American Airlines Arena    | 3 - 10 |
| 14                                                                                         | 20 janvier  | @ Atlanta      | D 115-123 (OT) | Jerami Grant (32)    | Mason Plumlee (9)     | Jerami Grant (5)  | State Farm Arena           | 3 - 11 |
| 15                                                                                         | 22 janvier  | Houston        | D 102-103      | Jerami Grant (21)    | Griffin, Stewart (10) | Mason Plumlee (4) | Little Caesars Arena       | 3 - 12 |
| 16                                                                                         | 23 janvier  | Philadelphie   | D 110-114      | Wayne Ellington (17) | Jerami Grant (9)      | Delon Wright (6)  | Little Caesars Arena       | 3 - 13 |
| 17                                                                                         | 25 janvier  | Philadelphie   | V 119-104      | Delon Wright (28)    | Mason Plumlee (10)    | Delon Wright (9)  | Little Caesars Arena       | 4 - 13 |
| 18                                                                                         | 27 janvier  | @ Cleveland    | D 107-122      | Jerami Grant (26)    | Mason Plumlee (12)    | Delon Wright (7)  | Rocket Mortgage FieldHouse | 4 - 14 |
| 19                                                                                         | 28 janvier  | L.A. Lakers    | V 107-92       | Blake Griffin (23)   | Mason Plumlee (10)    | Trois joueurs (6) | Little Caesars Arena       | 5 - 14 |
| 20                                                                                         | 30 janvier  | @ Golden State | D 91-118       | Jerami Grant (18)    | Jackson, Wright (6)   | Delon Wright (4)  | Chase Center               | 5 - 15 |
| * Le match a été reporté à la suite du protocole sanitaire de la ligue contre la covid-19. |             |                |                |                      |                       |                   |                            |        |

| Match                                                                                           | Date match  | Équipe                | Score           | Meilleur marqueur  | Meilleur rebondeur   | Meilleur passeur       | Lieux                    | Série  |
| ----------------------------------------------------------------------------------------------- | ----------- | --------------------- | --------------- | ------------------ | -------------------- | ---------------------- | ------------------------ | ------ |
| -                                                                                               | 1er février | @ Denver              | Reporté*        | Reporté*           | Reporté*             | Reporté*               | Ball Arena               | -      |
| 21                                                                                              | 2 février   | @ Utah                | D 105-117       | Jerami Grant (27)  | Mason Plumlee (14)   | Jerami Grant (4)       | Vivint Smart Home Arena  | 5 - 16 |
| 22                                                                                              | 5 février   | @ Phoenix             | D 92-109        | Jerami Grant (21)  | Isaiah Stewart (10)  | Delon Wright (6)       | PHX Arena                | 5 - 17 |
| 23                                                                                              | 6 février   | @ L.A. Lakers         | D 129-135 (2OT) | Jerami Grant (32)  | Jackson, Plumlee (8) | Delon Wright (10)      | Staples Center           | 5 - 18 |
| 24                                                                                              | 9 février   | Brooklyn              | V 122-111       | Jerami Grant (32)  | Mason Plumlee (12)   | Delon Wright (9)       | Little Caesars Arena     | 6 - 18 |
| 25                                                                                              | 11 février  | Indiana               | D 95-111        | Josh Jackson (18)  | Josh Jackson (8)     | Blake Griffin (6)      | Little Caesars Arena     | 6 - 19 |
| 26                                                                                              | 12 février  | @ Boston              | V 108-102       | Saddiq Bey (30)    | Saddiq Bey (12)      | Delon Wright (7)       | TD Garden                | 7 - 19 |
| 27                                                                                              | 14 février  | La Nouvelle-Orléans   | V 123-112       | Josh Jackson (21)  | Mason Plumlee (10)   | Mason Plumlee (10)     | Little Caesars Arena     | 8 - 19 |
| -                                                                                               | 16 février  | San Antonio           | Reporté*        | Reporté*           | Reporté*             | Reporté*               | Little Caesars Arena     | -      |
| -                                                                                               | 17 février  | @ Dallas              | Reporté**       | Reporté**          | Reporté**            | Reporté**              | American Airlines Center | -      |
| 28                                                                                              | 17 février  | @ Chicago             | D 102-105       | Jerami Grant (43)  | Mason Plumlee (8)    | Delon Wright (4)       | United Center            | 8 - 20 |
| 29                                                                                              | 19 février  | @ Memphis             | D 95-109        | Grant, Wright (16) | Mason Plumlee (15)   | Mason Plumlee (6)      | FedExForum               | 8 - 21 |
| 30                                                                                              | 21 février  | @ Orlando             | D 96-105        | Jerami Grant (24)  | Josh Jackson (10)    | Saben Lee (5)          | Amway Center             | 8 - 22 |
| 31                                                                                              | 23 février  | @ Orlando             | V 105-93        | Saben Lee (21)     | Mason Plumlee (12)   | Jerami Grant (6)       | Amway Center             | 9 - 22 |
| 32                                                                                              | 24 février  | @ La Nouvelle-Orléans | D 118-128       | Josh Jackson (25)  | Isaiah Stewart (10)  | Plumlee, Smith Jr. (7) | Smoothie King Center     | 9 - 23 |
| 33                                                                                              | 26 février  | Sacramento            | D 107-110       | Jerami Grant (30)  | Isaiah Stewart (11)  | Plumlee, Smith Jr. (6) | Little Caesars Arena     | 9 - 24 |
| 34                                                                                              | 28 février  | New York              | D 90-109        | Jerami Grant (21)  | Isaiah Stewart (10)  | Lee, Smith Jr. (4)     | Little Caesars Arena     | 9 - 25 |
| * Les matchs ont été reportés à la suite du protocole sanitaire de la ligue contre la covid-19. |             |                       |                 |                    |                      |                        |                          |        |
| ** Le match a été reporté à cause de la météo.                                                  |             |                       |                 |                    |                      |                        |                          |        |

| Match                  | Date match | Équipe       | Score     | Meilleur marqueur    | Meilleur rebondeur    | Meilleur passeur           | Lieux                   | Série   |
| ---------------------- | ---------- | ------------ | --------- | -------------------- | --------------------- | -------------------------- | ----------------------- | ------- |
| 35                     | 3 mars     | @ Toronto    | V 129-105 | Wayne Ellington (25) | Dennis Smith Jr. (12) | Dennis Smith Jr. (11)      | Amalie Arena            | 10 - 25 |
| 36                     | 4 mars     | @ New York   | D 104-114 | Wayne Ellington (17) | Mason Plumlee (13)    | Sviatoslav Mykhaïliouk (5) | Madison Square Garden   | 10 - 26 |
| NBA All-Star Game 2021 |            |              |           |                      |                       |                            |                         |         |
| 37                     | 11 mars    | @ Charlotte  | D 102-105 | Jerami Grant (32)    | Trois joueurs (8)     | Sviatoslav Mykhaïliouk (8) | Spectrum Center         | 10 - 27 |
| 38                     | 13 mars    | @ Brooklyn   | D 95-100  | Jerami Grant (22)    | Mason Plumlee (9)     | Mason Plumlee (6)          | Barclays Center         | 10 - 28 |
| 39                     | 15 mars    | San Antonio  | D 99-109  | Josh Jackson (15)    | Mason Plumlee (12)    | Delon Wright (8)           | Little Caesars Arena    | 10 - 29 |
| 40                     | 17 mars    | Toronto      | V 116-112 | Saddiq Bey (28)      | Mason Plumlee (14)    | Delon Wright (8)           | Little Caesars Arena    | 11 - 29 |
| 41                     | 19 mars    | @ Houston    | V 113-100 | Frank Jackson (23)   | Mason Plumlee (16)    | Delon Wright (8)           | Toyota Center           | 12 - 29 |
| 42                     | 21 mars    | Chicago      | D 86-100  | Jerami Grant (26)    | Mason Plumlee (10)    | Dennis Smith Jr. (5)       | Little Caesars Arena    | 12 - 30 |
| 43                     | 24 mars    | @ Indiana    | D 111-116 | Jerami Grant (29)    | Mason Plumlee (10)    | Jackson, Smith Jr. (4)     | Bankers Life Fieldhouse | 12 - 31 |
| 44                     | 26 mars    | Brooklyn     | D 111-113 | Jerami Grant (19)    | Mason Plumlee (10)    | Mason Plumlee (5)          | Little Caesars Arena    | 12 - 32 |
| 45                     | 27 mars    | @ Washington | D 92-106  | Wayne Ellington (15) | Plumlee, Stewart (8)  | Saben Lee (5)              | Capital One Arena       | 12 - 33 |
| 46                     | 29 mars    | Toronto      | V 118-104 | Trois joueurs (19)   | Hamidou Diallo (10)   | Joseph, Lee (5)            | Little Caesars Arena    | 13 - 33 |
| 47                     | 31 mars    | Portland     | D 101-124 | Jerami Grant (30)    | Hamidou Diallo (7)    | Cory Joseph (9)            | Little Caesars Arena    | 13 - 34 |

| Match | Date match | Équipe          | Score     | Meilleur marqueur     | Meilleur rebondeur   | Meilleur passeur    | Lieux                    | Série   |
| ----- | ---------- | --------------- | --------- | --------------------- | -------------------- | ------------------- | ------------------------ | ------- |
| 48    | 1er avril  | Washington      | V 120-91  | Josh Jackson (31)     | Mason Plumlee (11)   | Joseph, Plumlee (7) | Little Caesars Arena     | 14 - 34 |
| 49    | 3 avril    | New York        | D 81-125  | Jerami Grant (16)     | Mason Plumlee (10)   | Trois joueurs (3)   | Little Caesars Arena     | 14 - 35 |
| 50    | 5 avril    | @ Oklahoma City | V 132-108 | Jerami Grant (21)     | Hamidou Diallo (8)   | Killian Hayes (7)   | Chesapeake Energy Arena  | 15 - 35 |
| 51    | 6 avril    | @ Denver        | D 119-134 | Jerami Grant (29)     | Isaiah Stewart (8)   | Saben Lee (7)       | Ball Arena               | 15 - 36 |
| 52    | 8 avril    | @ Sacramento    | V 113-101 | Cory Joseph (24)      | Isaiah Stewart (13)  | Cory Joseph (7)     | Golden 1 Center          | 16 - 36 |
| 53    | 10 avril   | @ Portland      | D 103-118 | Josh Jackson (21)     | Bey, Plumlee (6)     | Cory Joseph (8)     | Moda Center              | 16 - 37 |
| 54    | 11 avril   | @ L.A. Clippers | D 124-131 | Josh Jackson (26)     | Isaiah Stewart (6)   | Cory Joseph (13)    | Staples Center           | 16 - 38 |
| 55    | 14 avril   | L.A. Clippers   | D 98-100  | Jerami Grant (28)     | Mason Plumlee (9)    | Killian Hayes (6)   | Little Caesars Arena     | 16 - 39 |
| 56    | 16 avril   | Oklahoma City   | V 110-104 | Josh Jackson (29)     | Isaiah Stewart (21)  | Killian Hayes (7)   | Little Caesars Arena     | 17 - 39 |
| 57    | 17 avril   | @ Washington    | D 100-121 | Jackson, Stewart (19) | Isaiah Stewart (12)  | Grant, Lee (4)      | Capital One Arena        | 17 - 40 |
| 58    | 19 avril   | Cleveland       | V 109-105 | Bey, Jackson (20)     | Isaiah Stewart (16)  | Killian Hayes (9)   | Little Caesars Arena     | 18 - 40 |
| 59    | 21 avril   | @ Dallas        | D 117-127 | Jerami Grant (26)     | Mason Plumlee (16)   | Mason Plumlee (7)   | American Airlines Center | 18 - 41 |
| 60    | 22 avril   | @ San Antonio   | D 91-106  | Josh Jackson (29)     | Isaiah Stewart (13)  | Killian Hayes (5)   | AT&T Center              | 18 - 42 |
| 61    | 24 avril   | @ Indiana       | D 109-115 | Jerami Grant (25)     | Mason Plumlee (21)   | Hayes, Plumlee (5)  | Bankers Life Fieldhouse  | 18 - 43 |
| 62    | 26 avril   | Atlanta         | V 100-86  | Grant, Jackson (18)   | Isaiah Stewart (11)  | Killian Hayes (5)   | Little Caesars Arena     | 19 - 43 |
| 63    | 29 avril   | Dallas          | D 105-115 | Isaiah Stewart (20)   | Diallo, Stewart (10) | Killian Hayes (11)  | Little Caesars Arena     | 19 - 44 |

| Match | Date match | Équipe         | Score     | Meilleur marqueur      | Meilleur rebondeur     | Meilleur passeur   | Lieux                | Série   |
| ----- | ---------- | -------------- | --------- | ---------------------- | ---------------------- | ------------------ | -------------------- | ------- |
| 64    | 1er mai    | @ Charlotte    | D 94-107  | Frank Jackson (25)     | Trois joueurs (7)      | Saben Lee (7)      | Spectrum Center      | 19 - 45 |
| 65    | 3 mai      | Orlando        | D 112-119 | Saddiq Bey (26)        | Saddiq Bey (9)         | Hayes, Lee (7)     | Little Caesars Arena | 19 - 46 |
| 66    | 4 mai      | Charlotte      | D 99-102  | Hamidou Diallo (35)    | Saddiq Bey (9)         | Killian Hayes (7)  | Little Caesars Arena | 19 - 47 |
| 67    | 6 mai      | Memphis        | V 111-97  | Ellington, Joseph (18) | Isaiah Stewart (7)     | Cory Joseph (11)   | Little Caesars Arena | 20 - 47 |
| 68    | 8 mai      | @ Philadelphie | D 104-118 | Bey, Grant (14)        | Saddiq Bey (7)         | Killian Hayes (6)  | Wells Fargo Center   | 20 - 48 |
| 69    | 9 mai      | Chicago        | D 96-108  | Killian Hayes (21)     | Trois joueurs (7)      | Killian Hayes (8)  | Little Caesars Arena | 20 - 49 |
| 70    | 11 mai     | Minnesota      | D 100-119 | Saben Lee (22)         | Doumbouya, Stewart (8) | Killian Hayes (7)  | Little Caesars Arena | 20 - 50 |
| 71    | 14 mai     | Denver         | D 91-104  | Hamidou Diallo (18)    | Hamidou Diallo (12)    | Hayes, Jackson (7) | Little Caesars Arena | 20 - 51 |
| 72    | 16 mai     | Miami          | D 107-120 | Saddiq Bey (22)        | Tyler Cook (9)         | Saben Lee (7)      | Little Caesars Arena | 20 - 52 |

### Confrontations en saison régulière
| Conférence Est      | Conférence Est                             | Conférence Est                             | Conférence Est                             | Conférence Est                             | Conférence Ouest                           | Conférence Ouest                           | Conférence Ouest                           |
| Division Atlantique | Division Atlantique                        | Division Atlantique                        | Division Atlantique                        | Division Atlantique                        | Division Nord-Ouest                        | Division Nord-Ouest                        | Division Nord-Ouest                        |
| Équipe              | Domicile                                   | Domicile                                   | Extérieur                                  | Extérieur                                  | Équipe                                     | Domicile                                   | Extérieur                                  |
| ------------------- | ------------------------------------------ | ------------------------------------------ | ------------------------------------------ | ------------------------------------------ | ------------------------------------------ | ------------------------------------------ | ------------------------------------------ |
| Boston              | 96-93                                      | 120-122                                    | 108-102                                    |                                            | Denver                                     | 91-104                                     | 119-134                                    |
| Brooklyn            | 122-111                                    | 111-113                                    | 95-100                                     |                                            | Minnesota                                  | 100-119                                    | 101-111                                    |
| New York            | 90-109                                     | 81-125                                     | 104-114                                    |                                            | Oklahoma City                              | 110-104                                    | 132-108                                    |
| Philadelphie        | 110-114                                    | 119-104                                    | 104-118                                    |                                            | Portland                                   | 101-124                                    | 103-118                                    |
| Toronto             | 116-112                                    | 118-104                                    | 129-105                                    |                                            | Utah                                       | 86-96                                      | 105-117                                    |
|                     | 5-5                                        | 5-5                                        | 2-3                                        | 2-3                                        |                                            | 1-4                                        | 1-4                                        |
| Division            | 7-8                                        | 7-8                                        | 7-8                                        | 7-8                                        | Division                                   | 2-8                                        | 2-8                                        |
| Division Centrale   | Division Centrale                          | Division Centrale                          | Division Centrale                          | Division Centrale                          | Division Pacifique                         | Division Pacifique                         | Division Pacifique                         |
| Équipe              | Domicile                                   | Domicile                                   | Extérieur                                  | Extérieur                                  | Équipe                                     | Domicile                                   | Extérieur                                  |
| Chicago             | 86-100                                     | 96-108                                     | 102-105                                    |                                            | Golden State                               | 106-116                                    | 91-118                                     |
| Cleveland           | 119-128 (2OT)                              | 109-105                                    | 107-122                                    |                                            | L.A. Clippers                              | 98-100                                     | 124-131                                    |
|                     |                                            |                                            |                                            |                                            | L.A. Lakers                                | 107-92                                     | 129-135 (2OT)                              |
| Indiana             | 95-111                                     |                                            | 111-116                                    | 109-115                                    | Phoenix                                    | 110-105 (OT)                               | 92-109                                     |
| Milwaukee           | 101-110                                    |                                            | 115-125                                    | 115-130                                    | Sacramento                                 | 107-110                                    | 113-101                                    |
|                     | 1-5                                        | 1-5                                        | 0-6                                        | 0-6                                        |                                            | 2-3                                        | 1-4                                        |
| Division            | 1-11                                       | 1-11                                       | 1-11                                       | 1-11                                       | Division                                   | 3-7                                        | 3-7                                        |
| Division Sud-Est    | Division Sud-Est                           | Division Sud-Est                           | Division Sud-Est                           | Division Sud-Est                           | Division Sud-Ouest                         | Division Sud-Ouest                         | Division Sud-Ouest                         |
| Équipe              | Domicile                                   | Domicile                                   | Extérieur                                  | Extérieur                                  | Équipe                                     | Domicile                                   | Extérieur                                  |
| Atlanta             | 100-86                                     |                                            | 120-128                                    | 115-123 (OT)                               | Dallas                                     | 105-115                                    | 117-127                                    |
| Charlotte           | 99-102                                     |                                            | 102-105                                    | 94-107                                     | Houston                                    | 102-103                                    | 113-100                                    |
| Miami               | 107-120                                    |                                            | 120-100                                    | 107-113                                    | Memphis                                    | 111-97                                     | 95-109                                     |
| Orlando             | 112-119                                    |                                            | 96-105                                     | 105-93                                     | New Orleans                                | 123-112                                    | 118-128                                    |
| Washington          | 120-91                                     |                                            | 92-106                                     | 100-121                                    | San Antonio                                | 99-109                                     | 91-106                                     |
|                     | 2-3                                        | 2-3                                        | 2-8                                        | 2-8                                        |                                            | 2-3                                        | 1-4                                        |
| Division            | 4-11                                       | 4-11                                       | 4-11                                       | 4-11                                       | Division                                   | 3-7                                        | 3-7                                        |
| Conférence          | 12-30 (Domicile : 8-13; Extérieur : 4-17)  | 12-30 (Domicile : 8-13; Extérieur : 4-17)  | 12-30 (Domicile : 8-13; Extérieur : 4-17)  | 12-30 (Domicile : 8-13; Extérieur : 4-17)  | Conférence                                 | 8-22 (Domicile : 5-10; Extérieur : 3-12)   | 8-22 (Domicile : 5-10; Extérieur : 3-12)   |
| Total               | 20-52 (Domicile : 13-23; Extérieur : 7-29) | 20-52 (Domicile : 13-23; Extérieur : 7-29) | 20-52 (Domicile : 13-23; Extérieur : 7-29) | 20-52 (Domicile : 13-23; Extérieur : 7-29) | 20-52 (Domicile : 13-23; Extérieur : 7-29) | 20-52 (Domicile : 13-23; Extérieur : 7-29) | 20-52 (Domicile : 13-23; Extérieur : 7-29) |

## Classements
| Conférence Est | Conférence Est             | Conférence Est | Conférence Est | Conférence Est | Conférence Est | Conférence Est | Conférence Est |
| No             | Franchise                  | Vic.           | Déf.           | MJ             | V/D            | GB             |                |
| -------------- | -------------------------- | -------------- | -------------- | -------------- | -------------- | -------------- | -------------- |
| 1              | c - 76ers de Philadelphie* | 49             | 23             | 72             | .681           | –              |                |
| 2              | x - Nets de Brooklyn       | 48             | 24             | 72             | .667           | 1              |                |
| 3              | y - Bucks de Milwaukee*    | 46             | 26             | 72             | .639           | 3              |                |
| 4              | x - Knicks de New York     | 41             | 31             | 72             | .569           | 8              |                |
| 5              | y - Hawks d'Atlanta*       | 41             | 31             | 72             | .569           | 8              |                |
| 6              | x - Heat de Miami          | 40             | 32             | 72             | .556           | 9              |                |
|                |                            |                |                |                |                |                |                |
| 7              | x - Celtics de Boston      | 36             | 36             | 72             | .500           | 13             |                |
| 8              | x - Wizards de Washington  | 34             | 38             | 72             | .472           | 15             |                |
| 9              | o - Pacers de l'Indiana    | 34             | 38             | 72             | .472           | 15             |                |
| 10             | o - Hornets de Charlotte   | 33             | 39             | 72             | .458           | 16             |                |
|                |                            |                |                |                |                |                |                |
| 11             | o - Bulls de Chicago       | 31             | 41             | 72             | .431           | 18             |                |
| 12             | o - Raptors de Toronto     | 27             | 45             | 72             | .375           | 22             |                |
| 13             | o - Cavaliers de Cleveland | 22             | 50             | 72             | .306           | 27             |                |
| 14             | o - Magic d'Orlando        | 21             | 51             | 72             | .292           | 28             |                |
| 15             | o - Pistons de Détroit     | 20             | 52             | 72             | .278           | 29             |                |

| Division Centrale          | V  | D  | MJ | V/D  | GB | Dom   | Ext   | Div  |
| -------------------------- | -- | -- | -- | ---- | -- | ----- | ----- | ---- |
| y - Bucks de Milwaukee     | 46 | 26 | 72 | .639 | –  | 26–10 | 20–16 | 11–1 |
| o - Pacers de l'Indiana    | 34 | 38 | 72 | .472 | 12 | 13–23 | 21–15 | 7–5  |
| o - Bulls de Chicago       | 31 | 41 | 72 | .431 | 15 | 15–21 | 16–20 | 7–5  |
| o - Cavaliers de Cleveland | 22 | 50 | 72 | .306 | 24 | 13–23 | 9–27  | 4–8  |
| o - Pistons de Détroit     | 20 | 52 | 72 | .278 | 26 | 13–23 | 7–29  | 1–11 |

## Effectif

### Effectif actuel
| Pistons de Détroit Effectif en fin de saison régulière         |    |                        |                       |                      |
| Entraîneur : Dwane Casey                                       |    |                        |                       |                      |
| Ailier                                                         | 41 | Drapeau des États-Unis | Saddiq Bey (R)        | Villanova            |
| Ailier fort                                                    | 25 | Drapeau des États-Unis | Tyler Cook            | Iowa                 |
| Arrière / Ailier                                               | 6  | Drapeau des États-Unis | Hamidou Diallo        | Kentucky             |
| Ailier / Ailier fort                                           | 45 | /                      | Sekou Doumbouya       | Limoges CSP          |
| Arrière                                                        | 8  | Drapeau des États-Unis | Wayne Ellington       | North Carolina       |
| Ailier / Ailier fort                                           | 9  | Drapeau des États-Unis | Jerami Grant          | Syracuse             |
| Meneur / Arrière                                               | 7  | /                      | Killian Hayes (R)     | Cholet Basket        |
| Meneur / Arrière                                               | 5  | Drapeau des États-Unis | Frank Jackson (TW)    | Duke                 |
| Arrière / Ailier                                               | 20 | Drapeau des États-Unis | Josh Jackson          | Kansas               |
| Meneur / Arrière                                               | 18 | Drapeau du Canada      | Cory Joseph           | Texas                |
| Meneur                                                         | 38 | Drapeau des États-Unis | Saben Lee (R) (TW)    | Vanderbilt           |
| Arrière                                                        | 17 | Drapeau des États-Unis | Rodney McGruder       | Kansas State         |
| Pivot                                                          | 13 | /                      | Jahlil Okafor         | Duke                 |
| Pivot                                                          | 24 | Drapeau des États-Unis | Mason Plumlee         | Duke                 |
| Arrière / Ailier                                               | 91 | Drapeau de la Lituanie | Deividas Sirvydis (R) | Hapoël Jérusalem     |
| Meneur                                                         | 0  | Drapeau des États-Unis | Dennis Smith Jr.      | North Carolina State |
| Pivot                                                          | 28 | Drapeau des États-Unis | Isaiah Stewart (R)    | Washington           |
| (C) - Capitaine, (R) - Rookie, (TW) - Two-way contract, Blessé |    |                        |                       |                      |

## Récompenses durant la saison
| Date                   | Joueur         | Récompense                                   |
| ---------------------- | -------------- | -------------------------------------------- |
| 8 février - 14 février | Saddiq Bey     | Joueur de la semaine dans la Conférence Est. |
| 17 juin                | Saddiq Bey     | NBA All-Rookie First Team                    |
| 17 juin                | Isaiah Stewart | NBA All-Rookie Second Team                   |

## Transactions

### Joueurs qui re-signent
| Date       | Joueur                                       | Contrat                            |
| ---------- | -------------------------------------------- | ---------------------------------- |
| 24/11/2020 | Christian Wood (Sign and trade avec Houston) | Contrat de 41 000 000 $ sur 3 ans. |
| 02/12/2020 | Louis King                                   | Two-way contract                   |

### Options dans les contrats
| Date       | Joueur                 | Option                                                                              |
| ---------- | ---------------------- | ----------------------------------------------------------------------------------- |
| 16/11/2020 | Tony Snell             | Tony Snell active son option joueur de 12 178 571 $ pour la saison 2020-2021.       |
| 17/11/2020 | Sviatoslav Mykhaïliouk | Détroit active son option d'équipe de 1 663 861 $ pour la saison 2020-2021.         |
| 19/11/2020 | Jordan Bone            | Détroit refuse de prolonger la "Qualifying Offer". Jordan Bone devient agent libre. |
| 19/11/2020 | Thon Maker             | Détroit refuse de prolonger la "Qualifying Offer". Thon Maker devient agent libre.  |
| 21/12/2020 | Sekou Doumbouya        | Détroit active son option d'équipe de 3 613 680 $ pour la saison 2021-2022.         |

### Échanges
| Novembre    | Novembre | Novembre | Novembre |
| ----------- | --- | --- | -------- |
| 19 novembre | Échange à trois équipes | Échange à trois équipes | [ 15 ]   |
| 19 novembre | Vers les Pistons de Détroit - Džanan Musa (Des Nets) - Rodney McGruder (Des Clippers) - Droits sur Saddiq Bey (#19) (Des Nets) - Droits sur Jaylen Hands (2019 #56) (Des Nets) - Second tour de draft 2021 (Des Nets) - Compensation financière (Des Clippers) | Vers les Clippers de Los Angeles - Luke Kennard (Des Pistons) - Justin Patton (Des Pistons) - Droits sur Jay Scrubb (#55) (Des Nets) - Second tour de draft 2023 (Des Pistons) - Second tour de draft 2024 (Des Pistons) - Second tour de draft 2025 (Des Pistons) - Second tour de draft 2026 (Des Pistons) | [ 15 ]   |
| 19 novembre | Vers les Nets de Brooklyn - Landry Shamet (Des Clippers) - Bruce Brown (Des Pistons) - Droits sur Reggie Perry (#57) (Des Clippers) | | [ 15 ]   |
| 20 novembre | Vers les Pistons de Détroit - Dewayne Dedmon | Vers les Hawks d'Atlanta - Tony Snell - Khyri Thomas | [ 16 ]   |
| 22 novembre | Vers les Pistons de Détroit - Tony Bradley - Droits sur Saben Lee (#38) | Vers le Jazz de l'Utah - Compensation financière | [ 17 ]   |
| 22 novembre | Vers les Pistons de Détroit - Jerami Grant (Sign and trade) - Droits sur Nikola Radičević (2015 #57) | Vers les Nuggets de Denver - Compensation financière | [ 18 ]   |
| 23 novembre | Vers les Pistons de Détroit - Zhaire Smith | Vers les 76ers de Philadelphie - Tony Bradley | [ 19 ]   |
| 24 novembre | Vers les Pistons de Détroit - Trevor Ariza - Droits sur Isaiah Stewart (#16) - Futur second tour de draft - Compensation financière | Vers les Rockets de Houston - Christian Wood (Sign and trade) - Premier tour de draft 2021 protégé - Second tour de draft 2021 des Lakers | [ 20 ]   |
| 27 novembre | Échange à trois équipes | Échange à trois équipes | [ 21 ]   |
| 27 novembre | Vers les Pistons de Détroit - Delon Wright (Des Mavericks) | Vers les Mavericks de Dallas - James Johnson (Du Thunder) | [ 21 ]   |
| 27 novembre | Vers le Thunder d'Oklahoma City - Trevor Ariza (Des Pistons) - Justin Jackson (Des Mavericks) - Second tour de draft 2023 (Des Mavericks) - Second tour de draft 2026 (Des Mavericks)                                                                          | | [ 21 ]   |
| Février     | | |          |
| 7 février   | Vers les Pistons de Détroit - Dennis Smith Jr. - Second tour de draft 2021 (de Charlotte) | Vers les Knicks de New York - Derrick Rose | [ 22 ]   |
| Mars        | | |          |
| 12 mars     | Vers les Pistons de Détroit - Hamidou Diallo | Vers le Thunder d'Oklahoma City - Sviatoslav Mykhaïliouk - Second tour de draft 2027 | [ 23 ]   |
| 24 mars     | Vers les Pistons de Détroit - Cory Joseph - Second tour de draft 2021 - Second tour de draft 2024 | Vers les Kings de Sacramento - Delon Wright | [ 24 ]   |

### Arrivées

#### Draft
| Date       | Joueur                       | Provenance                   |
| ---------- | ---------------------------- | ---------------------------- |
| 30/11/2020 | Saddiq Bey (#19)             | Wildcats de Villanova (NCAA) |
| 30/11/2020 | Killian Hayes (#7)           | Ratiopharm Ulm               |
| 30/11/2020 | Isaiah Stewart (#16)         | Huskies de Washington (NCAA) |
| 01/12/2020 | Deividas Sirvydis (2019 #37) | Hapoël Jérusalem             |

#### Agents libres
|  | Joueur ayant signé un contrat non-garanti, pour intégrer les camps d'entraînement de l'équipe. |

| Date       | Joueur                        | Provenance                                | Contrat                                          |
| ---------- | ----------------------------- | ----------------------------------------- | ------------------------------------------------ |
| 22/11/2020 | Jerami Grant (Sign and trade) | Nuggets de Denver                         | Contrat de 60 007 500 $ sur 3 ans.               |
| 01/12/2020 | Wayne Ellington               | Knicks de New York                        | Contrat de 2 564 753 $ sur 1 an.                 |
| 01/12/2020 | Josh Jackson                  | Grizzlies de Memphis                      | Contrat de 9 772 350 $ sur 2 ans.                |
| 01/12/2020 | Jahlil Okafor                 | Pelicans de La Nouvelle-Orléans           | Contrat de 4 012 890 $ sur 2 ans.                |
| 01/12/2020 | Mason Plumlee                 | Nuggets de Denver                         | Contrat de 24 662 500 $ sur 3 ans.               |
| 02/12/2020 | LiAngelo Ball                 | Blue d'Oklahoma City (NBA G-League)       | Contrat non-garanti de 898 310 $ sur 1 an.       |
| 02/12/2020 | Anthony Lamb                  | Catamounts du Vermont (NCAA)              | Contrat non-garanti de 898 310 $ sur 1 an.       |
| 07/04/2021 | Tyler Cook                    | Pistons de Détroit (contrats de 10 jours) | Contrat de 594 121 $ pour le reste de la saison. |

#### Contrats de 10 jours
| Date       | Joueur     | Provenance                  |
| ---------- | ---------- | --------------------------- |
| 18/03/2021 | Tyler Cook | Nets de Brooklyn            |
| 29/03/2021 | Tyler Cook | Second contrat de 10 jours. |

#### Two-way contracts
| Date       | Joueur          | Provenance                      |
| ---------- | --------------- | ------------------------------- |
| 30/11/2020 | Saben Lee (#38) | Commodores de Vanderbilt (NCAA) |
| 27/12/2020 | Frank Jackson   | Thunder d'Oklahoma City         |

### Départs

#### Agents libres
| Date       | Joueur            | Nouvelle équipe ¹        |
| ---------- | ----------------- | ------------------------ |
| 27/11/2020 | Jordan Bone       | Magic d'Orlando          |
| 30/11/2020 | Langston Galloway | Suns de Phoenix          |
| 30/11/2020 | Thon Maker        | Cavaliers de Cleveland   |
| 03/12/2020 | Derrick Walton    | 76ers de Philadelphie    |
| 15/12/2020 | Zhaire Smith      | Grizzlies de Memphis     |
| 17/12/2020 | Louis King        | Knicks de New York       |
| 27/12/2020 | Jordan McRae      | Beijing Ducks            |
| 04/01/2021 | Tim Frazier       | Grizzlies de Memphis     |
| 13/01/2021 | Džanan Musa       | Anadolu Efes Spor Kulübü |
| 07/03/2021 | Blake Griffin     | Nets de Brooklyn         |

#### Joueurs coupés
|  | Joueurs non conservés après les camps d'entraînements de l'équipe. |

| Date       | Joueur         |
| ---------- | -------------- |
| 24/11/2020 | Dewayne Dedmon |
| 30/11/2020 | Zhaire Smith   |
| 14/12/2020 | LiAngelo Ball  |
| 14/12/2020 | Louis King     |
| 14/12/2020 | Anthony Lamb   |
| 20/12/2020 | Džanan Musa    |
| 05/03/2021 | Blake Griffin  |